# Pedro Labatut
Pierre Labatut, dito Pedro Labatut (Cannes, 18 de novembro de 1776 – Salvador, 4 de setembro de 1849), foi um militar francês, veterano exilado das Guerras Napoleônicas, organizador do chamado "Exército Pacificador", que, obedecendo ao governo independente brasileiro do Rio de Janeiro, encabeçara os confrontos da Guerra da Independência do Brasil na Bahia.
O General Pedro Labatut reforçou as tropas brasileiras que sitiavam a capital baiana ainda controlada pelos portugueses, com a Brigada do Major (depois coronel) José de Barros Falcão de Lacerda, composta por 1.300 soldados de Pernambuco, Bahia e Rio de Janeiro, que repeliu três ataques portugueses, ocasionando 80 mortes e deixando outros 80 feridos. A Batalha de Pirajá, como ficou conhecida, foi o principal confronto da Independência da Bahia.

## Biografia
Labatut foi um experiente e exímio militar. Participou das Guerras Napoleônicas, entre 1807 e 1814, tendo sua atuação na Península Ibérica.

Veterano de guerra, serviu na Europa, na Guerra Peninsular, e posteriormente foi enviado para a América a fim de incitar a região a revolta contra a Espanha. Esteve na Colômbia, onde foi  comandante revolucionário na Guerra de independência na América espanholaao lado de Simon Bolívar, com quem não se entendeu bem. Nessa passagem, ficou conhecido como “Pirata do Caribe”.

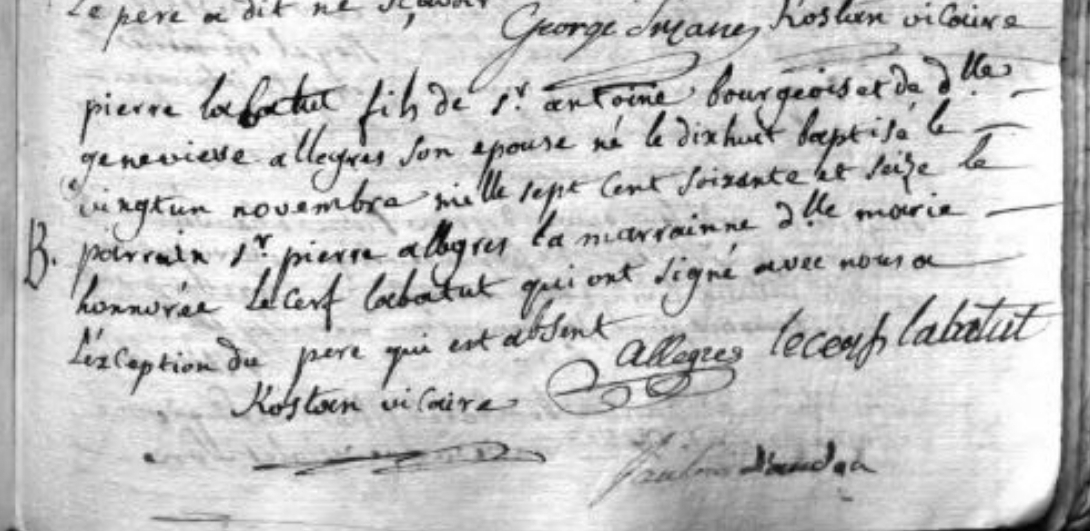
Registro de batismo de Pierre Labatut.

O general francês chegou ao Brasil em 1819, mas só em 3 de julho de 1822 no Rio de Janeiro, a convite do príncipe regente Dom Pedro, e pelo ministro do Reino e dos Negócios Estrangeiros, José Bonifácio de Andrada e Silva, foi contratado e admitido ao posto de brigadeiro, em razão da carência de oficiais no exército recém-organizado. No mesmo ano, em 8 de novembro, venceu as forças de Madeira, no importante combate de Pirajá.
Organizou o chamado "Exército Pacificador" e seguiu com as suas tropas para a Bahia, na esquadra comandada pelo Chefe de Divisão Rodrigo de Lamare, composta por uma fragata, duas corvetas e dois brigues, com a missão de enfrentar o general português Inácio Luís Madeira de Melo, ali entrincheirado e em desafio ao Regente. Venceu os portugueses na Batalha de Pirajá.

## Guerra de Independência do Brasil

### O Exército Pacificador na Bahia

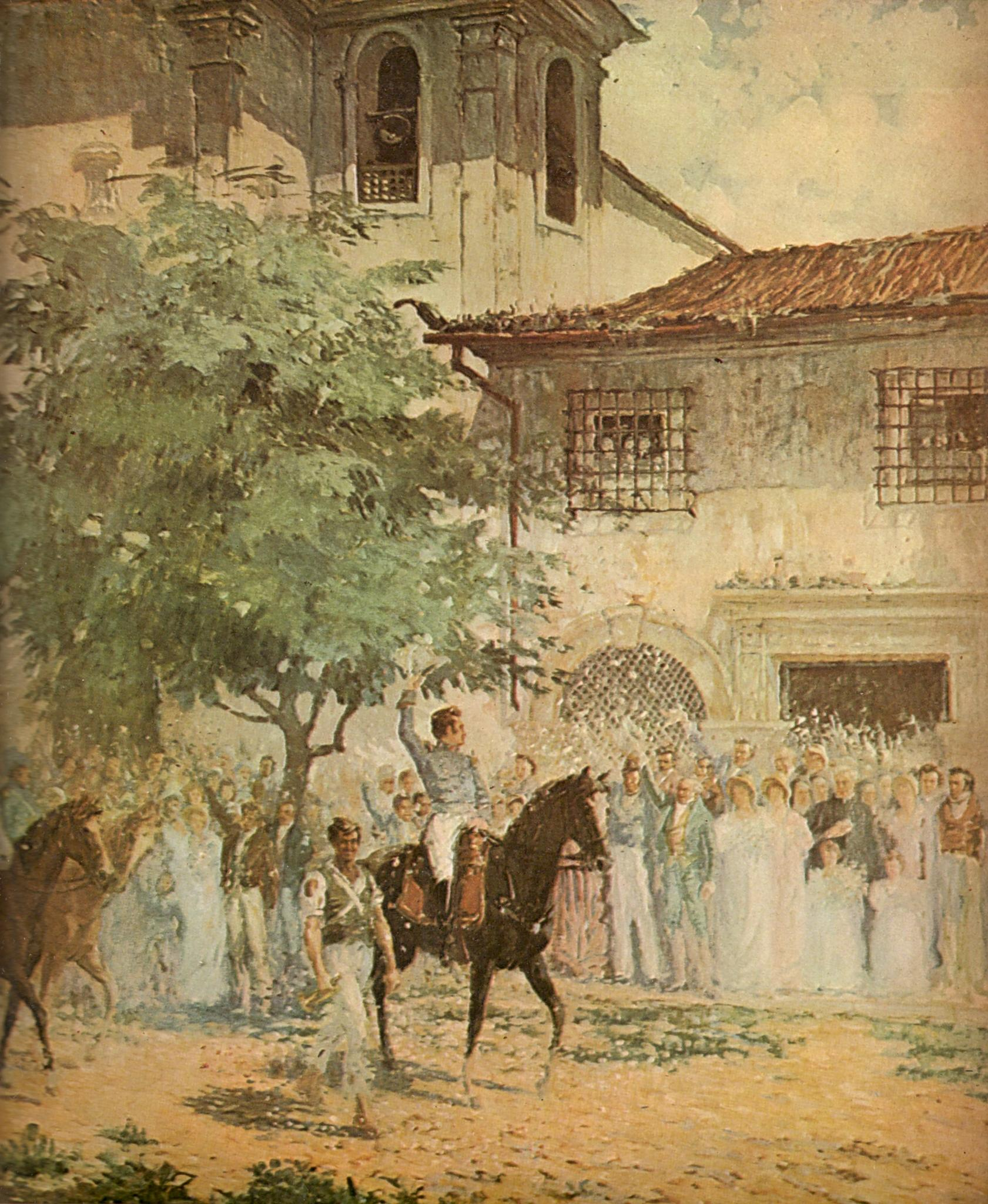
Detalhe da pintura Entrada do Exército Libertador, de 1930, por Prisciliano Silva. Retrata a entrada triunfante de Lima e Silva em Salvador, após a Batalha de Pirajá. Acervo do Memorial da Câmara Municipal de Salvador.

Na antiga capital portuguesa do Brasil, 1549/1763, Salvador da Bahia de Todos os Santos, os portugueses resistiram ao grito do Ipiranga de 7 de setembro de 1822, que separou o estado do brasil do governo português. Era ainda a maior cidade e porto da America portuguesa e chave para o controle das capitanias equatoriais e do vale do Amazonas, ali a separação só ocorrerá com luta armada, para permitir Brasil independente de Portugal, sem fragmentação territorial, e governado a partir do Rio de Janeiro. Serão meses de luta, batalhas em diversos pontos do Recôncavo Baiano, ao redor da velha capital colonial, porque o governo do Rio de Janeiro, brasileiro desde 7 de setembro de 1822 não tinha exército nem marinha para enfrentar as tropas portuguesas, improvisando/se ambas forças com adesão de potentados locais. O confronto culminará na famosa batalha de Pirajá, em 8 de novembro de 22, arrabalde da cidade do Salvador da Bahia, onde (no confronto de Pirajá) segundo consta, o corneteiro Luis Lopes conseguiu evitar a derrota brasileira, após inadvertidamente trocar o toque de retirada,  para "cavalaria, avançar e degolar". Os portugueses, surpresos  por tal atitude (que era impossível, já que na batalha não havia cavalaria brasileira), ficaram confusos e o confronto terminou sem decisão clara para nenhum lado, mas reivindicado como heróica vitória brasileira, que entretanto não acarretou na libertação da cidade do Salvador da Bahia, que continuou portuguesa por mais 6 meses.
O general Labatut organizou os grupos armados dispersos, até então sob comando de civis, em um exército rígido, disciplinado e, acima de tudo, fiel ao governo do autoproclamado imperador D. Pedro I e de José Bonifácio de Andrada, no Rio.
Labatut, fez diversas promessas para conseguir combatentes para o seu exército, dentre elas riqueza, prestígio e até a liberdade para que os escravos alistassem/se. O militar napoleônico exilado no brasil, foi bem rigoroso para manter a ordem das tropas, utilizando de castigos físicos para não escravos, atitudes que contrariaram muitos Senhores de Engenho.
Em novembro de 1822 cerca de 51 negros aquilombados foram executados, ordenados pelo general francês Pedro Labatut, comandante do Exército Pacificador da Bahia. Segundo o relato do próprio Labatut:
"mesmo presos e amarrados, insultavam os nossos com o nome de 'caibras', que lhes foi ensinado pelos lusitanos; eu os mandei fuzilar [...].
Labatut teve grande êxito durante sua liderança das forças patriotas, comandando no grande confronto de Pirajá, em novembro de 1822, que teria deixado os portugueses sitiados na cidade da Bahia. Em janeiro de 1823 os portugueses em número bem superior aos brasileiros, ao tentar furar o cerco, foram repelidos na Ilha de Itaparica.
O general francês comandou o Exército Pacificador durante grande parte da campanha militar, líder deste primeiro exército brasileiro de sempre até que conspiração organizada pelos brasileiros comandantes do mesmo exército, o  depuseram e prenderam, em 24 de maio de 1823. Portanto 2 meses antes do desfecho final destas lutas independentistas, em julho de mesmo ano.
A chegada do militar francês napoleônico Pedro Labatut ao cenário de guerra no estado da Bahia mudou o curso das ações bélicas. Além de trazer um intimação para que o general luso Inácio Madeira de Mello desocupasse Salvador, Labatut levou ordens expressas do Rio de Janeiro, para transformar aqueles grupos armados sob o comando do Conselho Interino da cidade rebelada da Cachoeira do Paraguassú, vila heróica independentista, num exército regular,  o primeiro do brasil independente.
No entanto, a guerra não pode deixar de muito alterar a ordem social colonial escravista, da mesma forma que os conflitos em outras colônias das Américas afetaram suas sociedades. A necessidade de mão-de-obra militar levou os patriotas brasileiros a abandonar a exclusão de não brancos das forças armadas coloniais regulares, e contribuiu à fácil aceitação de trabalhadores escravos em funções militares auxiliares. O símbolo da vitória final brasileira em 2 de julho de 1823, é o de um indio, o celebrado (há 200 anos em 2023) caboclo, depois completado com uma cabocla, que desfilam à frente dos triunfos anuais comemorativos daquele momento, que deu ao Brasil a configuração territorial que hoje tem, e o controle pelo Rio de Janeiro do vale do Amazonas. Celebra-se um não europeu neste 'nativo brasileiro' portanto celebra/se a côr, não a falta de côr (pele branca europeia portuguesa).

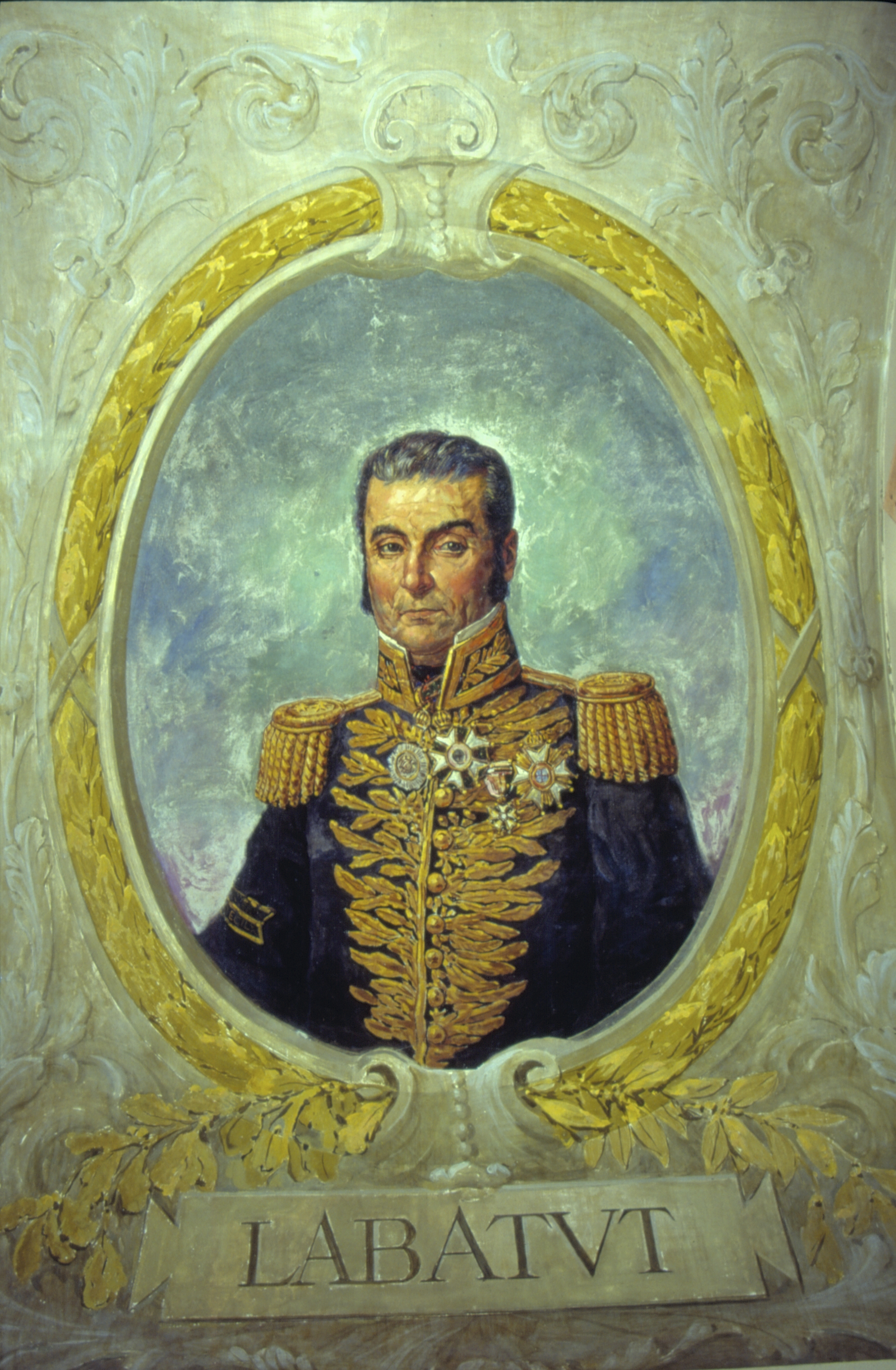
Retrato póstumo, de 1925, por Oscar Pereira da Silva. Acervo do Museu do Ipiranga.

### Recrutamento de escravos para Guerra
Na Bahia  houve um recrutamento de escravos, que não foi ordenado nem ajustado por lei. Pierre Labatut, o general francês napoleônico, já veterano em guerras, liderou as forças patriotas na Bahia, recrutou e alistou escravos que foram confiscados de senhores de engenho portugueses ausentes.
Embora Labatut tivesse solicitado autorização formal para tal alistamento da junta patriota local, o Conselho Interino do Governo, ele não a recebeu, e eventualmente foi afastado do comando num golpe sereno em maio de 1823 , por motivos que não estavam  ligadas diretamente ao seu empenho em  recrutar escravos para as lutas.
A vitória exigia a solução das questões deixadas por esse "recrutamento" de escravos, o que veio na forma de um decreto imperial que sugeriu a libertação de todos os escravos que tivessem lutado  como soldados, por meio de indenização monetária aos donos que não pudessem ser convencidos a libertar espontaneamente seus escravos. No entanto, esse decreto e as libertações compensadas resultaram em processos prolongados nos quais senhores defenderam fortemente o seu direito de propriedade fundamento  da não-intervenção do Estado nos direitos senhoriais.
Esses escravos que participaram da guerra como soldados foram enfim libertados, porém permaneceram como soldados na guarnição do exército brasileiro em Salvador. A presença desses ex-escravos incomodava as autoridades e elites locais. Sua participação no Levante dos Periquitos, em fins de 1824, forneceu a justificativa para a transferência dos soldados negros e libertos para fora da região.
Apesar de seus triunfos, as atitudes do General Labatut em relação tanto às tropas quanto aos senhores de engenho da Província estava gerando um grande descontentamento. Segundo os relatos do Conselho de Governo Interino, situado na cidade da Cachoeira, o general francês se considerava a maior liderança da Bahia, desrespeitando as decisões deste órgão, ordenando a prisão e o espancamento de soldados, o que provocou uma conspiração para destituí-lo de seu posto.
Desconfiado de alguns movimentos para o depor, o militar francês ordenou a prisão do coronel Felisberto Gomes Caldeira e Joaquim Pires de Carvalho e Albuquerque D’Ávila Pereira. Determinou, ainda, que o coronel Lima e Silva atacasse o 3º Batalhão que havia se rebelado após a prisão de Felisberto. Em 21 de maio de 1823, Lima e Silva, com o apoio do Conselho Interino de Governo, reuniu vários oficiais e decidiram não cumprir as ordens, em seguida depuseram Labatut e o prenderam.

### Expedição ao Ceará
Em 7 de julho de 1832, a Regência o convocou  para chefiar uma expedição ao Ceará,  com o objetivo de prender Pinto Madeira e devolver a paz aos habitantes da província. No dia 23 de julho, Labatut  chegou ao Ceará, trazendo 200 homens, quase todos negros. Mas somente em 31 de agosto, veio ele ao teatro da Guerra do Pinto, iniciando sua missão pela Vila de Icó.
Labatut encontrou a revolta praticamente encerrada, graças ao empenho do presidente da província, José Mariano de Albuquerque. Em setembro do mesmo ano, Labatut já estava no Cariri, organizando seu quartel no Sítio Correntinho,localizado este entre Crato e Brejo Grande, no município de Barbalha, propriedade de Joaquim Pinto Madeira
Então, o militar  francês lançou uma  proclamação aos revoltosos convidando-os à rendição, mediante promessa de clemência. Ofereceu garantias a Pinto Madeira e ao padre Antônio Manuel de Souza para estes se entregarem, o que ambos fizeram, em 12 de outubro de 1832, com a promessa de serem enviados ao Rio de Janeiro, onde teriam um julgamento imparcial.
Labatut possuía muita experiência e logo percebeu que as notícias chegadas à capital do Império sobre a Guerra do Pinto, estavam um pouco equivocadas. Acampado no Cariri, constatou  que Joaquim Pinto Madeira, mesmo obtendo algumas vitórias, nunca ultrapassou os limites de Icó. A capital da província, os portos cearenses, a rota entre Aracati e Icó nunca saíram das mãos do governador da Província e da Regência. Além disso, Labatut  não precisou de muitos esforços, pois a Guerra do Pinto já havia sido vencida pelo governador da província,
José Mariano. Tudo isso tranquilizou o general Labatut, pois sua missão não necessitava promover  lutas e sim viabilizar  o apaziguamento da população.
Foi o que ele fez, tendo oportunidade de cumprir, com isenção, sua missão. Para evitar que os dois chefes rebeldes fossem executados por seus inimigos do Ceará, enviou-os a Recife, sob a guarda de um oficial de sua plena confiança. Em 14 de outubro, Labatut fez um ofício de esclarecimento, ao Ministro da Guerra da Regência:
“(...) Tenho a honrosa satisfação de ver quase concluída a comissão que a Regência do Império, em nome do Imperador, me há encarregado, sem derramar uma só gota de sangue brasileiro. Remeto a V.Excia., por intermédio do presidente de Pernambuco, o ex-coronel Joaquim Pinto Madeira e o vigário de Jardim, Antônio Manoel de Sousa que, sob condição de conservar-lhes as vidas, e remetê-los  para essa Corte, se me vieram apresentar no acampamento de Correntinho, em virtude de minha proclamação de 22 de setembro próximo passado, cuja cópia ofereço a V.Excia. Eles vieram acompanhados de muitas famílias que foram ao seu encontro nos desertos e montanhas por onde passavam. Estes dissidentes, em número de 1.590, prontamente me entregaram as armas da nação que empunhavam. Exmo.Sr., a maior parte das intrigas durante o reinado do terror, que felizmente passou, compeliu estes povos a hostilizarem-se de modo tal que geme o coração mais duro, à vista dos incêndios, mortes arbitrárias e roubos praticados até pelas tropas do presidente desta província (...)
  “Como, pois, poderão ser julgados os réus por juízes inçados da mesma opinião dos partidos que assolam a província? Por isso rogo a V.Excia. se digne de atender ao meu último oficio do Icó, em que, conhecendo cabalmente os males que acabrunham a nova comarca do Crato, eu pedia juízes íntegros, justos e sábios por não haver um só letrado, em toda ela, os de paz e ordinários são mui leigos e pertencem a um e outro partido. (...)
  “Estou pronto a executar as ordens do governo supremo, conservando-os submissos como ora se acham, em vista da brandura com que os tenho tratado, mas necessito de juízes com hei demonstrado. (...) A intriga, desgraçadamente, deu vulto a cousas em que nada ofendiam as leis. É falso, como aqui se dizia, que Joaquim Pinto Madeira proclamara e defendia a restauração e queria reproduzir aqui as cenas sanguinolentas  do S. Domingos francês (referia-se à revolta dos escravos negros no Haiti). O governo mandando juízes letrados imparciais conhecerá a fundo os verdadeiros culpados. O coronel de milícias Agostinho Tomás de Aquino e o tenente  de primeira linha Antônio Cavalcante de Albuquerque (ambos das tropas do presidente da província) cometeram horrorosos atentados contra os direitos civis, vidas e propriedades de seus concidadãos, sem escapar sexo nem idade. Seria um grande benefício para a humanidade atrozmente ofendida, e para a tranquilidade da Província, que V. Excia. os mandasse recolher à Corte e devassar as suas condutas. Fez-se guerra de bárbaros, mataram-se prisioneiros, queimaram-se casas, legumes, mobílias, roubaram-se gados, confiscaram-se os bens dos dissidentes.“Deus guarde a V.Excia. Sr. brigadeiro Bento Barros Pereira, Ministro da Guerra – Pedro Labatut, general comandante das tropas do Ceará. Crato, 14 de outubro de 1832”.
Em 1839, já como Marechal de Campo, foi designado para combater os "farrapos" da Revolução Farroupilha contra Davi Canabarro, no Rio Grande do Sul, seu batalhão chegou a Passo Fundo mas terminou derrotado em setembro de 1840. Em 1845 foi definitivamente reformado, residindo no Rio de Janeiro até 1847, quando se transferiu para a cidade do Salvador da Bahia. onde morreu, está enterrado e é celebrado no panteão do 2 de julho como herói da independência. 

## Legado

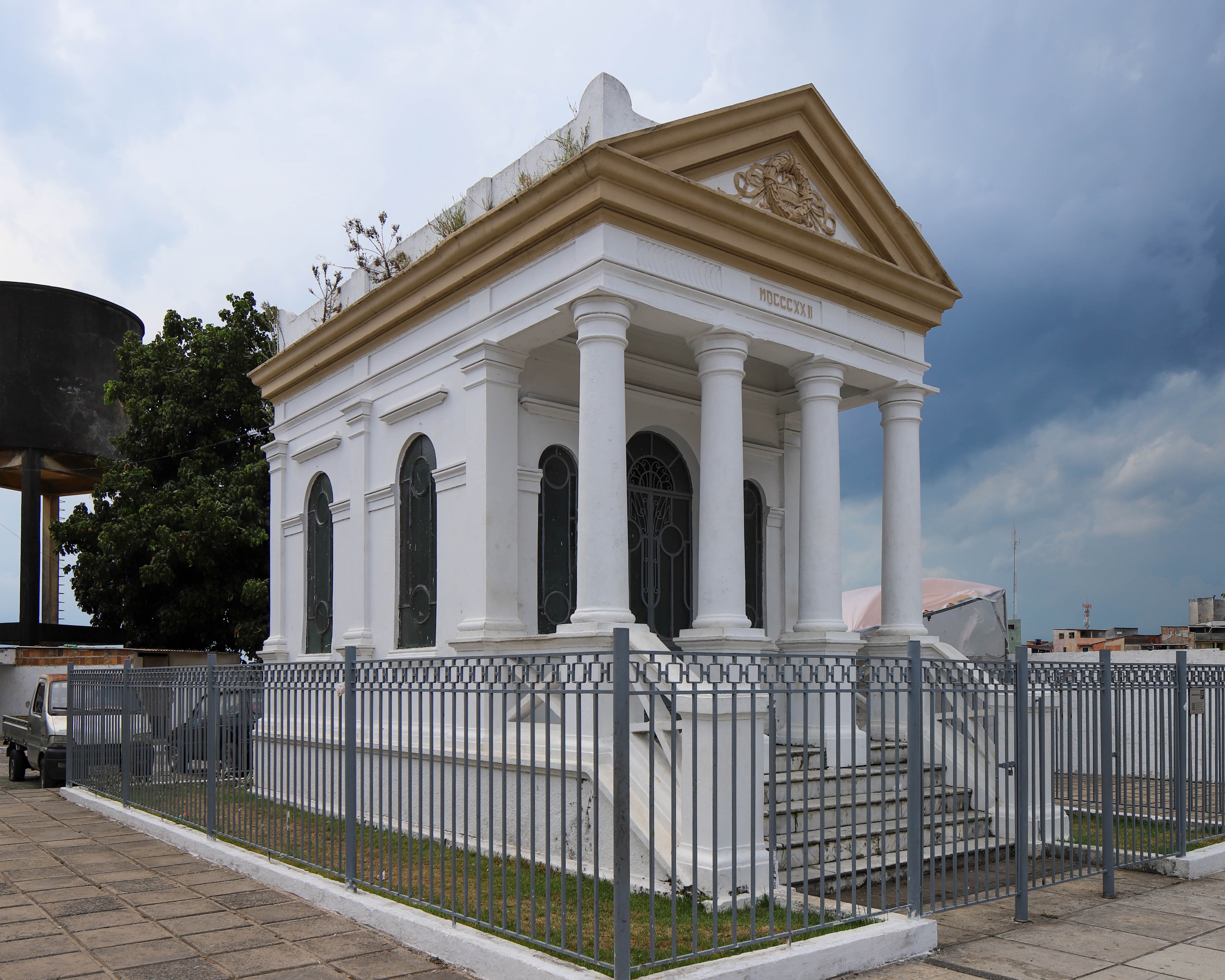
Panteão de Labatut, uma edificação memorial ao general, onde estão seus restos mortais, no bairro do Pirajá, em Salvador, na Bahia.

Pedro Labatut recebeu o título de Marechal-de-campo ainda em vida. Deixou o serviços como militar em 1842 e faleceu em Salvador na antiga rua dos Barris, via que hoje recebeu o nome de rua General Labatut e seus restos mortais estão em uma urna no Panteão de Pirajá; Foi o bisavô do almirante Alexandrino Faria de Alencar, reformador da Armada Brasileira, senador e ministro da marinha.
O militar  francês teve um papel de extrema relevância na Independência, pois ele conseguiu transformar civis, cuja maioria deles eram trabalhadores humildes (negros, índios e caboclos), em um exército disciplinado que conseguiu derrotar e retirar os portugueses da Bahia.
Por causa da sua fama de impiedoso nas batalhas no Ceará e na Bahia, no interior do Nordeste, surgiu a lenda do Monstro Labatut, a personificação do terror daqueles que viveram as maldades causadas por Labatut.